# Кременоса
Кремено́са — абсолютно дикий та невідомий широкому загалу водоспад в Українських Карпатах (масив Горгани). Розташований на струмку Нижня Кременоса, права притока Бистриці-Надвірнянської (басейн Дністра), за східною околицею села Пасічна Надвірнянського району Івано-Франківської області на відстані приблизно 3 км від центральної дороги села (автошлях О 090901: Надвірна — Бистриця).
Висота водоспаду бл. 5 м, кількість каскадів — 1. Утворився в місці, де потік перетинає скельний масив флішового типу. Водоспад легкодоступний (до водоспаду веде польова дорога), проте маловідомий туристичний об'єкт. Особливо мальовничий після рясних дощів або під час танення снігу.
За 50-100 метрів нижче, на цьому ж потоці, розташований водоспад Кременоса Нижній (6 м).

## Світлини та відео

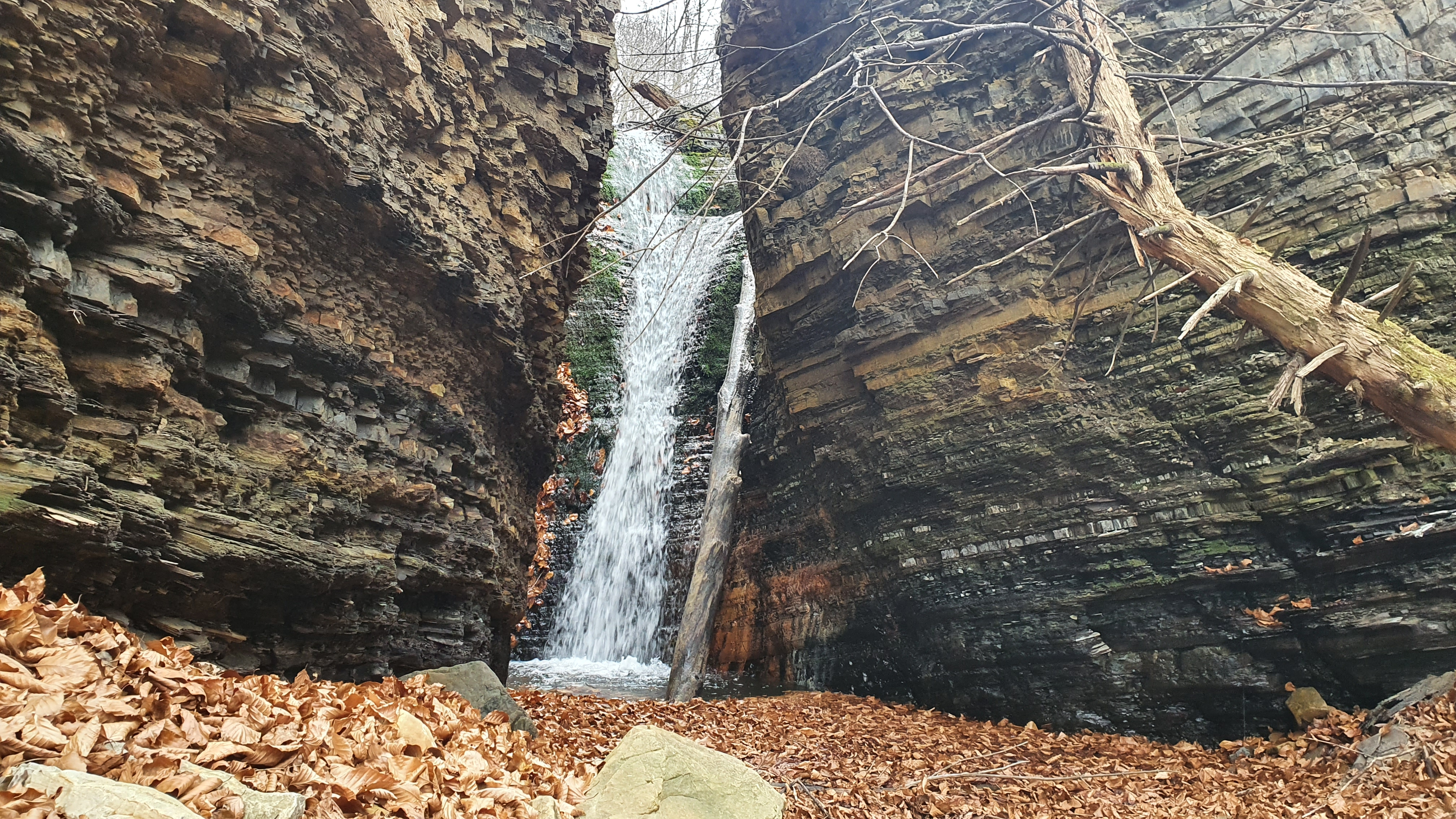
Водоспад зблизька
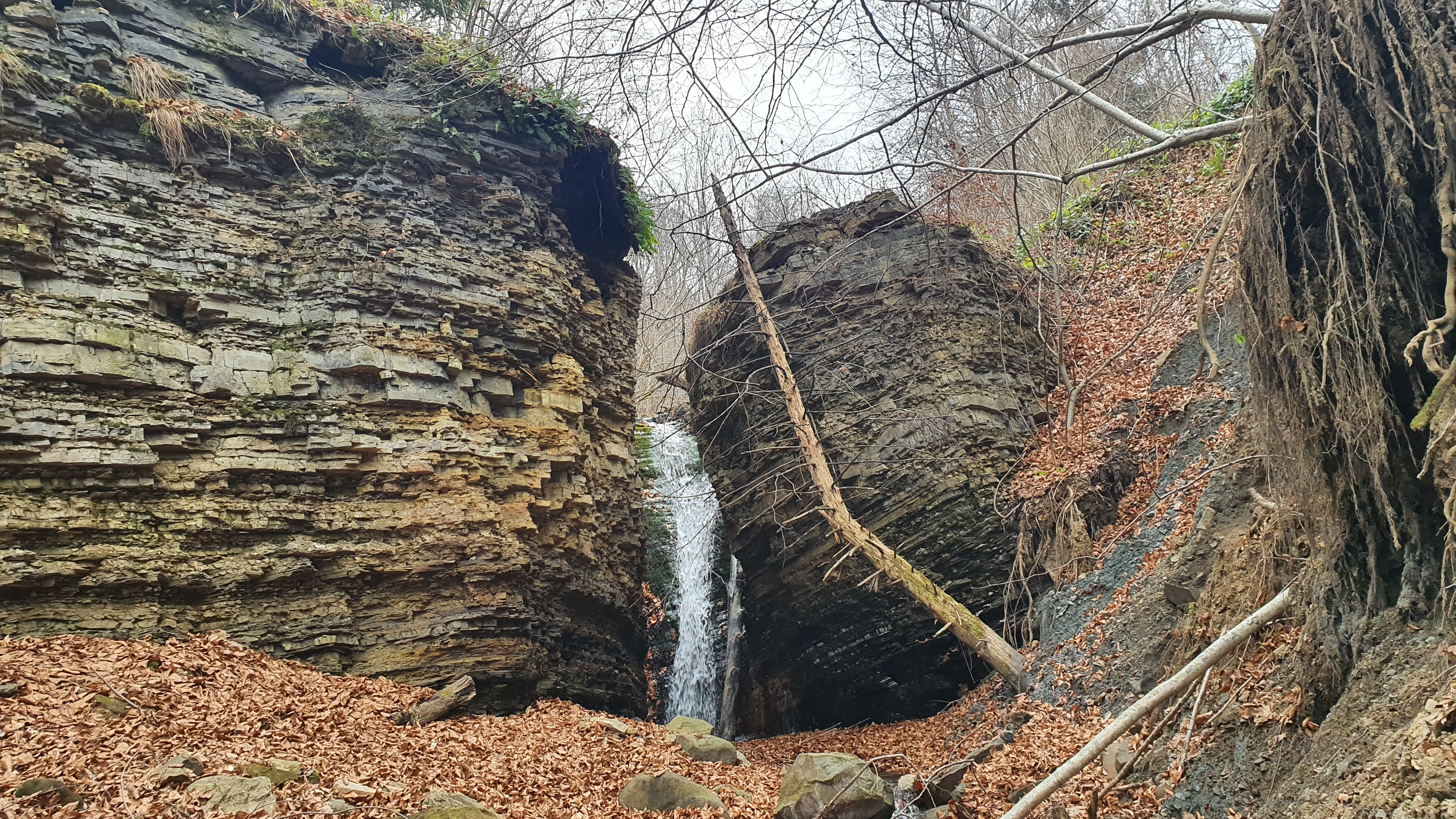
Водоспад спереду
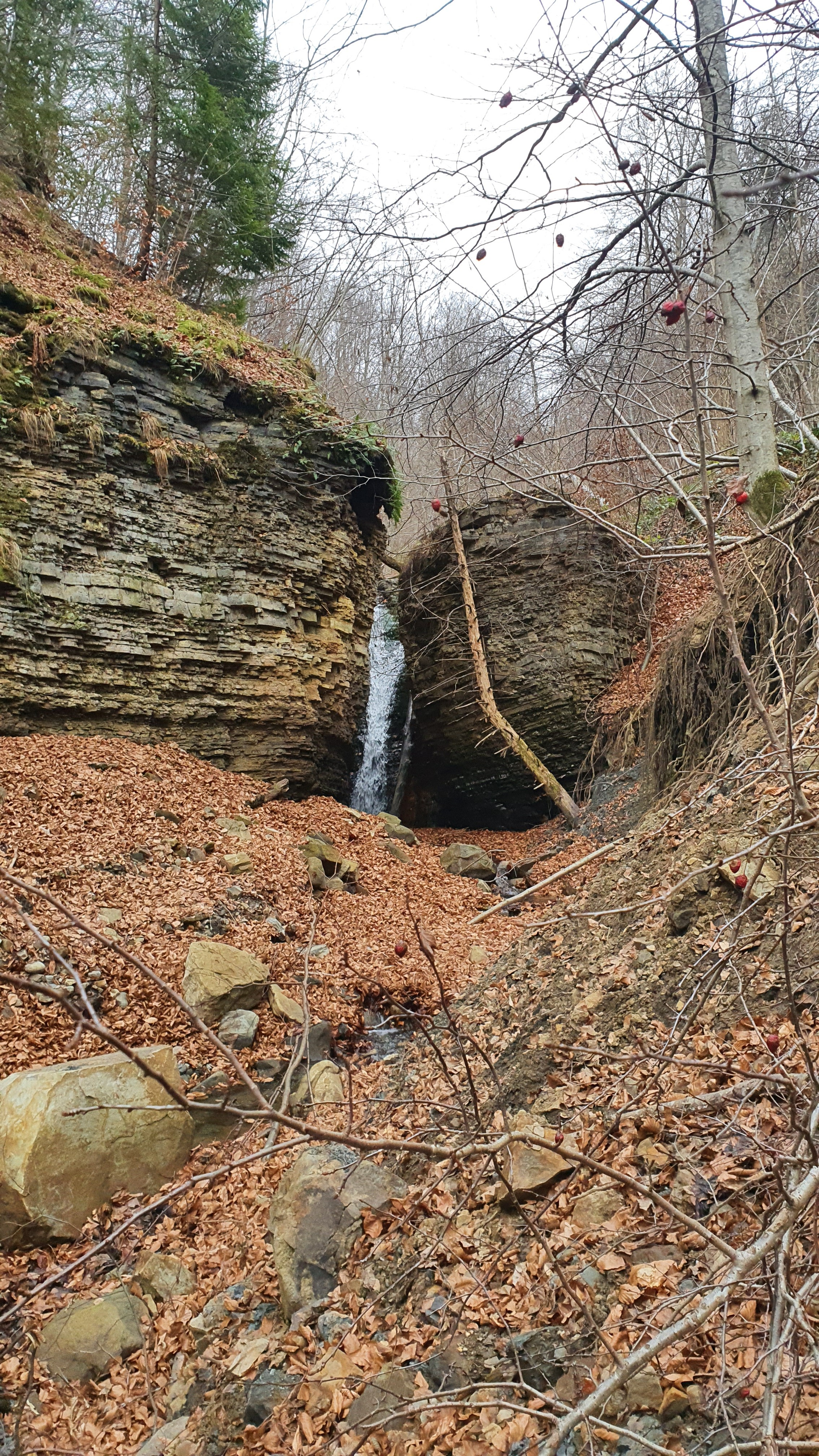
Водоспад здалеку
- Відео водоспаду